# Academia Romana
Academia Romana fue un círculo académico humanista neopagano establecido por Pomponio Leto junto a varios miembros clericales dedicado al estudio entusiasta de la antigüedad clásica. Entre sus destacados miembros se encontraban Bartolomeo Platina, Juan Mateo Giberti, Filippo Buonaccorsi y Marco Antonio Cocio Sabelico.
Sus miembros asumieron nombres latinos, y celebraban el festival de Parilia, en el aniversario de la fundación de Roma. Un prelado celebraba Misa, y Leto daba la eulogia. Luego seguían recitaciones en latín, y un banquete cerraba el encuentro. Algunas otras veces tenían representaciones latinas.
Esta academia fue perseguida por el  Papa antihumanista Paulo II y sus miembros encarcelados y torturados. Sin embargo al ascenso de Sixto IV fueron liberados y restablecidos sus derechos.